# Герверскоп
Герверскоп (нід. Gerverscop) — селище в нідерландській провінції Утрехт. Входить до муніципалітету Вурден.
Його площа становить 7,36 км², а населення станом на 2007 рік складало 255 осіб.
До 1857 року мало статус окремого муніципалітету.

## Галерея

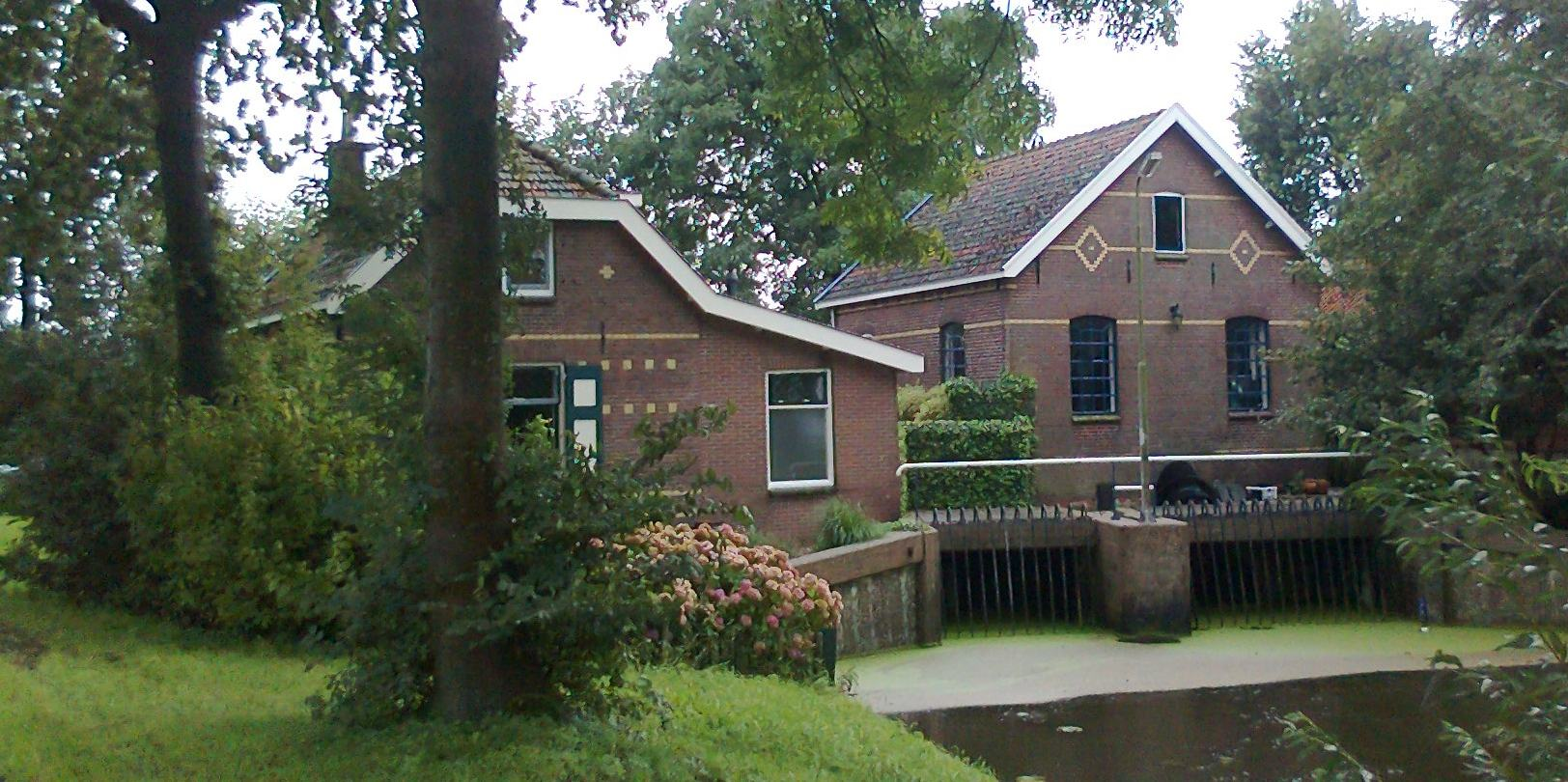
Насосна станція у селищі
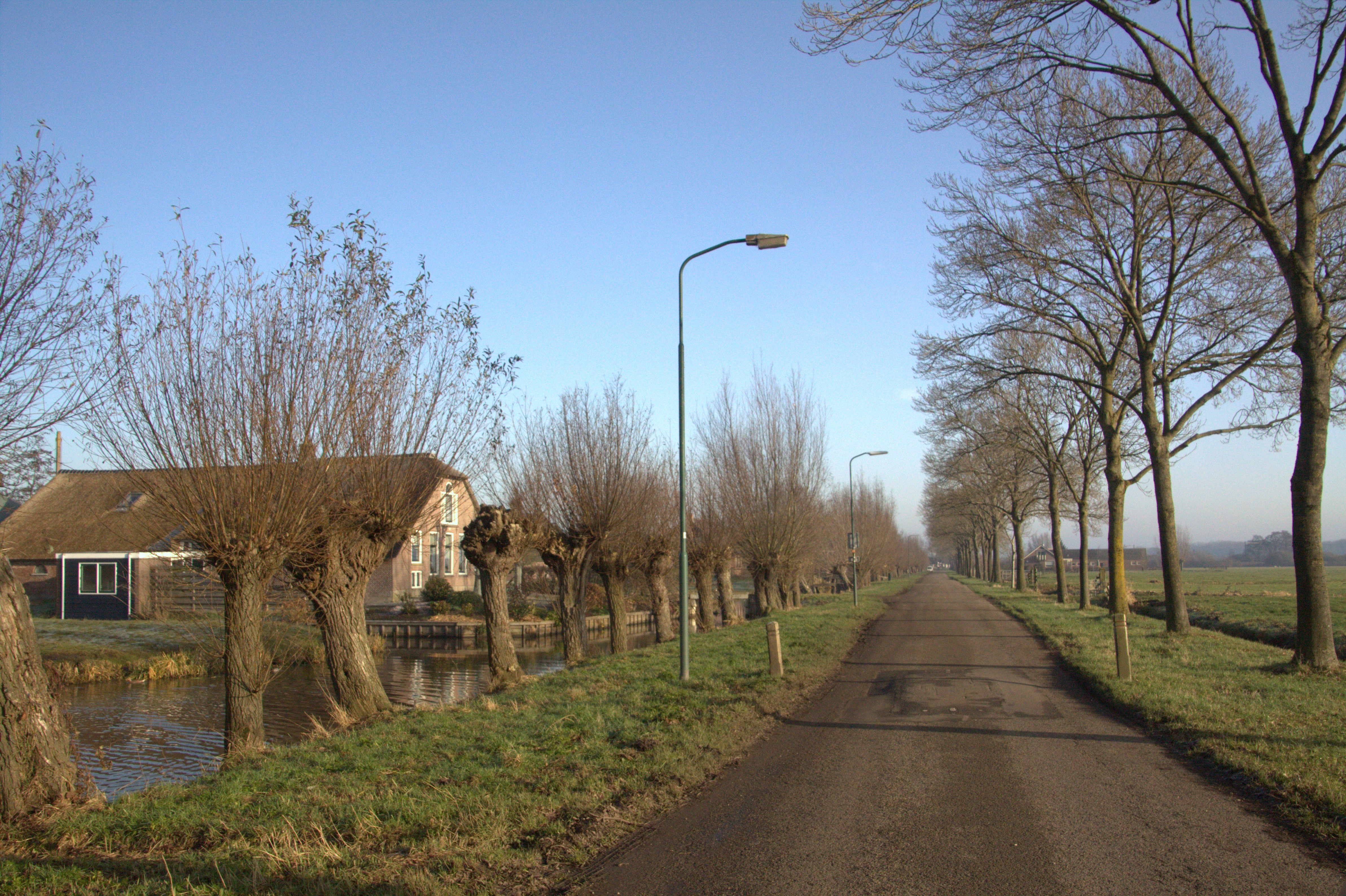
Дорога у Герверскопі